# Minden (Észak-Rajna-Vesztfália)
Minden település Németországban, azon belül Észak-Rajna-Vesztfália tartományban. Lakosainak száma 83 100 fő (2023. december 31.). Minden Porta Westfalica, Bad Oeynhausen, Hille és Petershagen községekkel határos.

## Népesség
A település népességének változása:
| Lakosok száma | 78 887 | 81 598 | 81 698 | 81 682 | 81 857 | 83 076 | 83 100 |
|               | 1975   | 2015   | 2017   | 2019   | 2021   | 2022   | 2023   |

## Híres emberek
- Friedrich Wilhelm Bessel (1784–1846), csillagász
- Franz Boas (1858–1942), antropológus
- Heinz Körvers (1915–1942), kézilabdázó
- René Müller (1974), labdarúgó
- René Rast (1986), autóversenyző